# The Taming of the Shrew (peça teatral)
The Taming of the Shrew (publicada em português como A Megera Domada, no Brasil, e O Amansar da Fera, em Portugal) é uma peça teatral do dramaturgo inglês William Shakespeare, uma das primeiras comédias escritas pelo autor. Tem como tema central – que compartilha com outras comédias do autor, como Much Ado About Nothing (Muito Barulho por Nada) e A Midsummer Night's Dream (Sonho de uma Noite de Verão) – o casamento, a guerra dos sexos e as conquistas amorosas.  Contudo, A Megera Domada diferencia-se ao dedicar boa parte da ação à vida matrimonial, ou seja, aos acontecimentos que se sucedem à cerimônia nupcial em si, já que não raro as comédias shakespeareanas têm o casamento como final da ação, a exemplo de Much Ado About Nothing. Os principais personagens são Lucêncio, o filho de um rico mercador, e seu empregado Trânio; Petruchio, um rico viajante; Catarina, uma megera; e a doce e meiga Bianca.

## Enredo
A trama, relativamente simples, teria sido coletada por Shakespeare de antigos contos da tradição oral e diz respeito a um pai, Batista, que estabelece como condição para ceder a mão de sua filha Bianca a Lucencio, este último um jovem forasteiro que chega à cidade de Pádua e enamora-se de imediato a ela.  Os dois primeiros, rivais nas pretensões de casar-se com Bianca, fazem um acordo para conseguir um marido para Catarina e, assim, deixar livre o caminho para seguirem em sua disputa amorosa.  Petrúquio, um nobre falido de Verona, chega à cidade em busca de um bom casamento e apaixona-se pela ideia de se casar com Catarina, proposta feita a ele por seu amigo Hortêncio.  Aparentemente contra a vontade da moça, o casamento de Catarina e Petrúquio é realizado e ambos voltam para Verona, onde o esposo, impondo algumas privações e um tanto de mau humor à nova esposa, termina por amansá-la.  Após diversas peripécias, dentre as quais o disfarce dos rivais em professores de literatura e retórica para que pudessem fazer a corte à jovem Bianca, Lucêncio e Bianca casam-se, em segredo; Batista e Vicêncio, pai de Lucêncio, terminam por aceitar o casamento dos jovens e, ao final, Petrúquio prova a todos que Catarina tornou-se uma esposa mais obediente que a doce Bianca.

## Técnicas dramatúrgicas

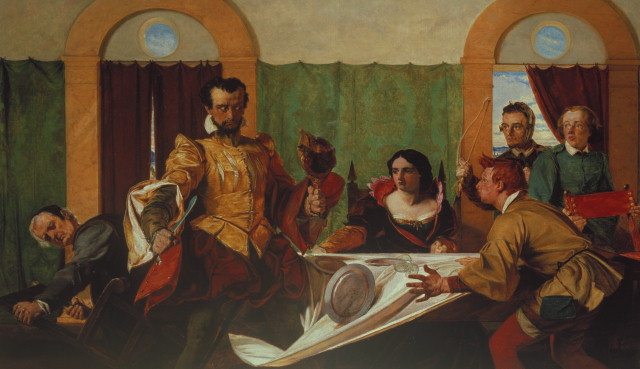
The Taming of the Shrew, pintura de Augustus Egg

Para obter o efeito desejado em “A Megera Domada”, o riso, Shakespeare usa diversos elementos anteriormente citados.  A trama central, por exemplo, parte justamente de uma quebra de expectativa – a forma de agir de Catarina, a de uma mulher insubmissa, e a maneira pela qual ela é conquistada pelo futuro esposo, Petruqúio –, a qual é reforçada pelo uso exacerbado do engano e das inversões retratadas nos disfarces usados pelos pretendentes para obter o acesso à jovem Bianca com o intuito de cortejá-la.  Além disso, há a forma grosseira com que Petrúquio trata os demais, em contraste com todo o ambiente de cavalheirismo e cortesias extremadas dos que disputam o amor da irmã de sua noiva Catarina – um contraste que é refletido até mesmo na forma de vestir e no desrespeito às regras de etiqueta na cena do casamento.
O engano e a assimilação para melhor, bem como a quebra de hierarquia, estão presentes, aliás, já no prólogo da peça, no qual Shakespeare cria uma situação cômica na qual um lorde resolve brincar com um bêbado miserável que encontra em uma taverna, Sly, vestindo-o de roupas nobres e cercando-o de cuidados e serviçais, para que ele pensasse ser um nobre que acordava de um pesadelo no qual vivia na pobreza absoluta.  Curiosamente, tal prólogo, que serviria de moldura à trama central de The Taming of the Shrew, já que esta seria uma “peça dentro da peça”, encenada para o nobre/miserável Sly por um grupo de atores, não é retomado ao final do texto de Shakespeare, provavelmente por uma extração feita da peça original no decorrer dos tempos.  Há registros de versões anteriores na qual a trama do prólogo é retomada ao final da peça, como o despertar de Sly novamente como um reles bêbado na taverna de onde o lorde o havia recolhido para seu jogo cômico, dizendo que “havia tido o mais incrível dos sonhos” e que agora ele, Sly, “sabia como devia tratar a mulher em casa”.
Há ainda, em “A Megera Domada”, um interessante paralelismo entre as tramas de Lucentio/Bianca e Petrucchio/Katherine.  Em verdade, a primeira parece assumir um caráter de protagonista em boa parte da peça, servindo a relação conflituosa de Petrucchio e Katherine como um contraponto burlesco ao amor proibido e sublimado de Lucentio e Bianca.  Além disso, o relacionamento de Katherine e Petrucchio oferece a Shakespeare a possibilidade de composição de um humor popular que atingiria boa parte do público de seu teatro, em oposição ao humor que a relação de Lucentio e Bianca podem oferecer, algo mais sofisticada.

## Adaptações em telenovelas
- Comédia Carioca, em 1965 na RecordTV
- A Indomável, em 1965 na TV Excelsior
- O Machão, em 1974 na TV Tupi
- O Cravo e a Rosa, em 2000 na TV Globo
- Topíssima, em 2019 na RecordTV
- Malhação Sonhos, em 2014 na TV Globo